# NGC 3220
NGC 3220 (другие обозначения — IC 604, UGC 5614, MCG 10-15-73, ZWG 290.34, PGC 30462) — спиральная галактика (Sb) в созвездии Большой Медведицы. Открыта Уильямом Гершелем в 1793 году. Предположительно является карликовой галактикой
Этот объект входит в число перечисленных в оригинальной редакции «Нового общего каталога». В 1890 году галактику наблюдал Льюис Свифт, и, по всей видимости, он не проверил, была ли она открыта кем-либо ранее. И Гершель, и Свифт в своих записях указали верные координаты, а «открытие» Свифта привело к тому, что галактика получила также обозначение IC 604 в Индекс-каталоге.
Галактика NGC 3220 входит в состав группы галактик NGC 3264. Помимо NGC 3220 в группу также входят NGC 3206, NGC 3264, NGC 3353, UGC 5848 и UGCA 211.
На фотографиях DSS видна дисковая галактика, обращённая к наблюдателю под большим углом, почти краем диска. Она вытянута в направлении восток-запад. Ядро слегка более яркое, оконечности тусклые. 
При визуальном наблюдении в любительский телескоп NGC 3220 очень тусклая и лучше всего видна при среднем увеличении. Это плохо очерченное пятнышко света, очень слабо различается его овальность и вытянутость с востока на запад, оно расположено к восток-юго-востоку от треугольника слабых звёзд поля. На расстоянии 5,0′ к запад-северо-западу находится более слабая галактика NGC 3214, которая можно увидеть лишь в телескоп большого диаметра. Радиальная скорость: 1236 км/с. Расстояние: 55 млн световых лет. Диаметр: 19 тыс. световых лет.